# Asunción
Asunción este capitala și cel mai mare oraș al Paraguayului. Acesta este un oraș cu o populație de 510.000 locuitori, însă zona sa metropolitană (cuprinzând orașele San Lorenzo, Fernando de la Mora, Lambaré, Luque, Mariano Roque Alonso, Ñemby și Villa Elisa) are o populație de peste 1,8 milioane locuitori. Asunción este unul din cele mai vechi orașe din America de Sud, fiind înființat în 1537.

## Clima
| Date climatice pentru Asunción (1971–2000)                                       | Date climatice pentru Asunción (1971–2000) | Date climatice pentru Asunción (1971–2000) | Date climatice pentru Asunción (1971–2000) | Date climatice pentru Asunción (1971–2000) | Date climatice pentru Asunción (1971–2000) | Date climatice pentru Asunción (1971–2000) | Date climatice pentru Asunción (1971–2000) | Date climatice pentru Asunción (1971–2000) | Date climatice pentru Asunción (1971–2000) | Date climatice pentru Asunción (1971–2000) | Date climatice pentru Asunción (1971–2000) | Date climatice pentru Asunción (1971–2000) | Date climatice pentru Asunción (1971–2000) |
| Luna                                                                             | Ian                                        | Feb                                        | Mar                                        | Apr                                        | Mai                                        | Iun                                        | Iul                                        | Aug                                        | Sep                                        | Oct                                        | Nov                                        | Dec                                        | Anual                                      |
| -------------------------------------------------------------------------------- | ------------------------------------------ | ------------------------------------------ | ------------------------------------------ | ------------------------------------------ | ------------------------------------------ | ------------------------------------------ | ------------------------------------------ | ------------------------------------------ | ------------------------------------------ | ------------------------------------------ | ------------------------------------------ | ------------------------------------------ | ------------------------------------------ |
| Maxima medie °C (°F)                                                             | 33.5 (92,3)                                | 32.6 (90,7)                                | 31.6 (88,9)                                | 28.4 (83,1)                                | 25.0 (77)                                  | 23.1 (73,6)                                | 23.2 (73,8)                                | 24.8 (76,6)                                | 26.4 (79,5)                                | 29.2 (84,6)                                | 30.7 (87,3)                                | 32.3 (90,1)                                | 28,4 (83,1)                                |
| Media zilnică °C (°F)                                                            | 28.2 (82,8)                                | 27.5 (81,5)                                | 26.5 (79,7)                                | 23.5 (74,3)                                | 20.4 (68,7)                                | 18.5 (65,3)                                | 18.2 (64,8)                                | 19.6 (67,3)                                | 21.2 (70,2)                                | 23.9 (75)                                  | 25.4 (77,7)                                | 27.1 (80,8)                                | 23,3 (73,9)                                |
| Minima medie °C (°F)                                                             | 22.8 (73)                                  | 22.3 (72,1)                                | 21.3 (70,3)                                | 18.6 (65,5)                                | 15.7 (60,3)                                | 13.8 (56,8)                                | 13.1 (55,6)                                | 14.3 (57,7)                                | 15.9 (60,6)                                | 18.6 (65,5)                                | 20.1 (68,2)                                | 21.8 (71,2)                                | 18,2 (64,8)                                |
| Minima istorică °C (°F)                                                          | 12.4 (54,3)                                | 12.5 (54,5)                                | 9.4 (48,9)                                 | 8.0 (46,4)                                 | 2.6 (36,7)                                 | −1.2 (29,8)                                | −1.2 (29,8)                                | 0.0 (32)                                   | 3.6 (38,5)                                 | 7.0 (44,6)                                 | 8.8 (47,8)                                 | 10.0 (50)                                  | −1,2 (29,8)                                |
| Ploaie mm (inches)                                                               | 147.2 (5.795)                              | 129.2 (5.087)                              | 117.9 (4.642)                              | 166.0 (6.535)                              | 113.3 (4.461)                              | 82.4 (3.244)                               | 39.4 (1.551)                               | 72.6 (2.858)                               | 87.7 (3.453)                               | 130.8 (5.15)                               | 164.4 (6.472)                              | 150.3 (5.917)                              | 1.401,2 (55,165)                           |
| Umiditate [%]                                                                    | 68                                         | 71                                         | 72                                         | 75                                         | 76                                         | 76                                         | 70                                         | 70                                         | 66                                         | 67                                         | 67                                         | 68                                         | 70                                         |
| Nr. de zile cu precipitații (≥ 1.0 mm)                                           | 8                                          | 7                                          | 7                                          | 8                                          | 7                                          | 7                                          | 4                                          | 5                                          | 6                                          | 8                                          | 8                                          | 8                                          | 83                                         |
| Ore însorite                                                                     | 276                                        | 246                                        | 254                                        | 228                                        | 205                                        | 165                                        | 195                                        | 223                                        | 204                                        | 242                                        | 270                                        | 295                                        | 2.803                                      |
| Sursa nr. 1: World Meteorological Organization                                   |                                            |                                            |                                            |                                            |                                            |                                            |                                            |                                            |                                            |                                            |                                            |                                            |                                            |
| Sursa nr. 2: NOAA updated to 9/2012., Danish Meteorological Institute (sun only) |                                            |                                            |                                            |                                            |                                            |                                            |                                            |                                            |                                            |                                            |                                            |                                            |                                            |

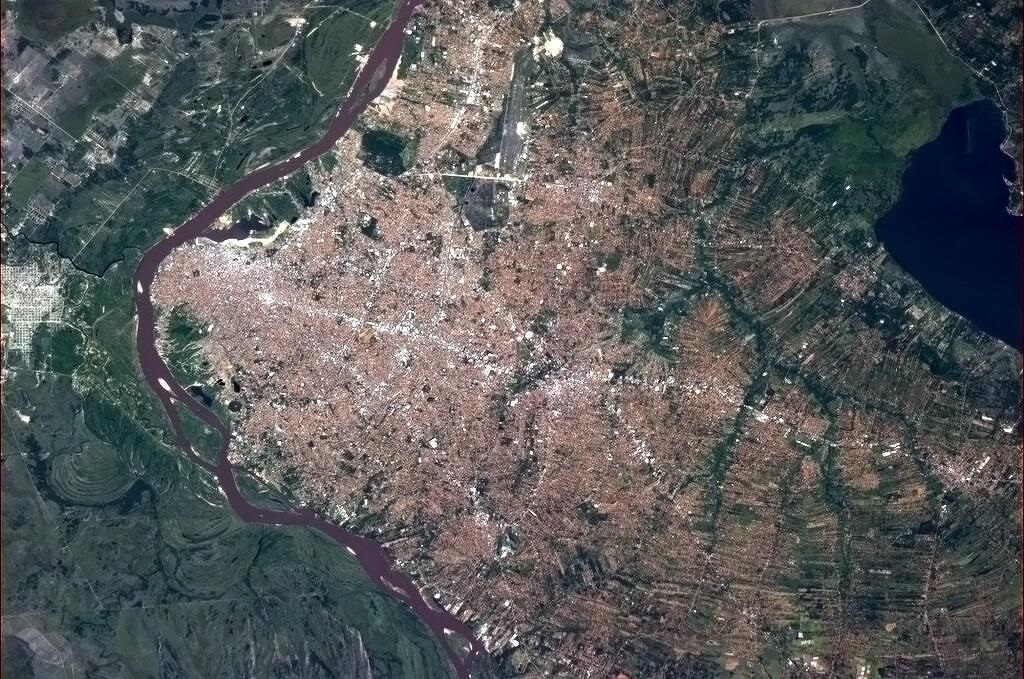
Asunción, seen from the International Space Station
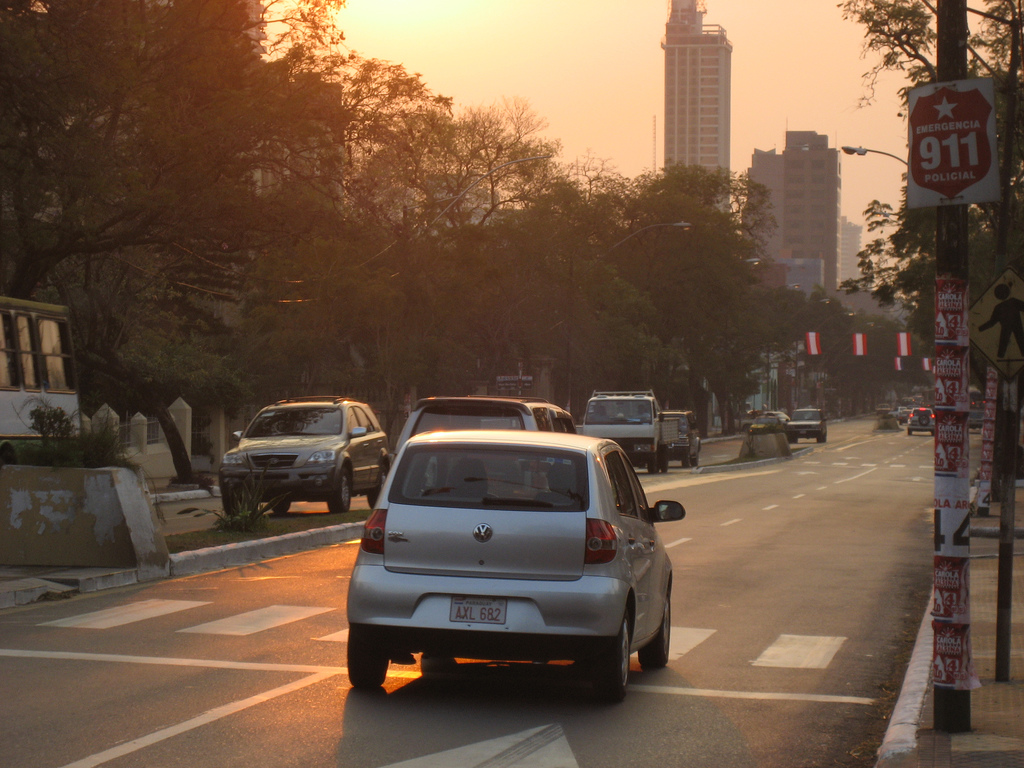
Mariscal Lopez Avenue, one of the largest in the city
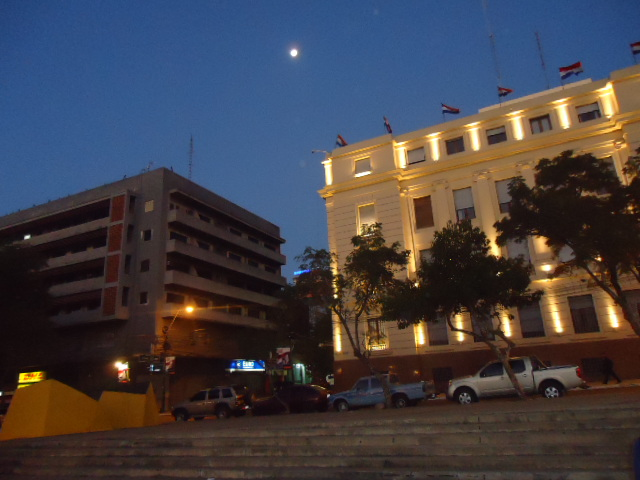
Democracy Square